# Första fitnan

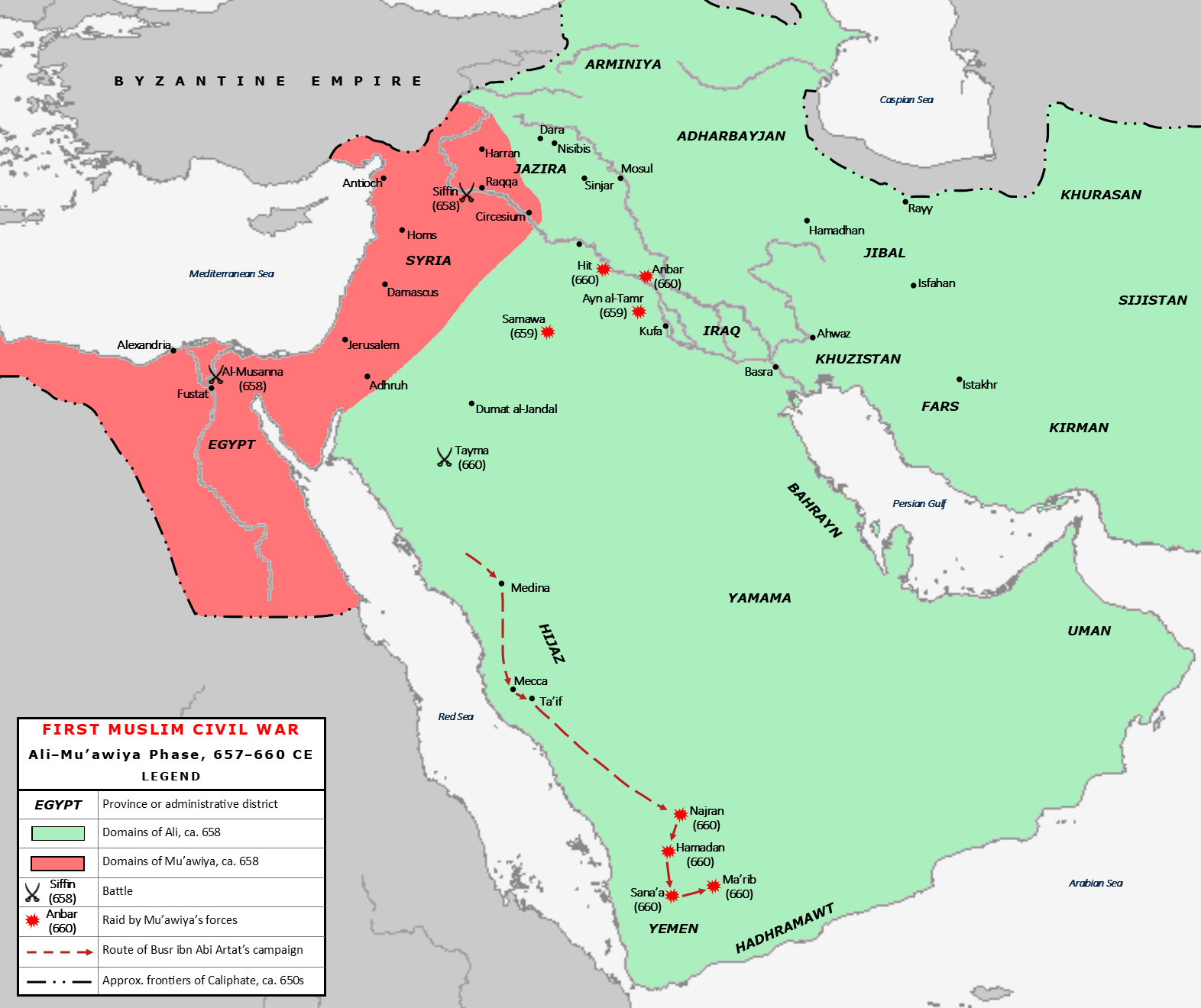
Områden under Alis kontroll i grönt och områden under Muawiyas kontroll i rött under Första fitnan.

Första fitnan (arabiska: فتنة مقتل عثمان, konflikten över mordet på Uthman, translittererat fitnat maqtal ʻUthmān), ägde rum år 656-661 och var ett inbördeskrig under den fjärde kalifen Ali ibn Abi Talibs kalifat. Det var det första stora inbördeskriget i det islamiska kalifatet. Det var en konflikt över kalifatets efterträdare och började med att den tredje kalifen Uthman hade mördats av rebeller. Konflikten drog in den islamiske profeten Muhammeds svärson Ali ibn Abi Talib i ett krig mot Muhammeds änka Aisha och två andra följeslagare som hette Talha och Zubayr. Ali vann i det så kallade Kamelslaget, som fått namnet efter att Aisha deltog i kriget sittandes på en kamel. Den döde kalifen Uthmans anhängare fortsatte vägra att acceptera Alis kalifat, och ledda av Syriens umayyadguvernör Muawiya I ägde slaget vid Siffin rum år 657 som slutade i ett fredsfördrag. År 661 mördades Ali, och Muawiya grundade umayyadkalifatet i Damaskus efter att ha skapat ett fredsfördrag med Alis son Hasan.